# Ian Stuart Robinson
Ian Stuart Robinson (* 11. Februar 1947) ist ein irischer Mittelalterhistoriker.
Er war bis zur Emeritierung Lecky Professor für Geschichte und Senior Fellow am Trinity College Dublin.
Er befasst sich mit mittelalterlicher Geschichtsschreibung (Herausgabe verschiedener Chroniken und Annalen), Ideengeschichte des 11. und 12. Jahrhunderts und Geschichte von Papsttum und Heiligem Römischem Reich im Mittelalter. Unter anderem gab er die Chroniken von Lampert von Hersfeld, Berthold von Reichenau und Bernold von Konstanz heraus (Monumenta Germaniae Historica, MGH). Er veröffentlichte unter anderem über das Kloster Monte Cassino im Mittelalter, Papst Gregor VII. und den Investiturstreit und die Chronik Hermann von Reichenaus und schrieb eine Biographie von Heinrich IV.
2002 wurde er Mitglied der Royal Irish Academy.
Er war mit der Historikerin Helga Robinson-Hammerstein (1938–2018) verheiratet. Sie war Expertin für deutsche Reformationsgeschichte und Tutorin am Trinity College Dublin.

## Schriften
- Authority and resistance in the Investiture Contest. The polemical literature of the late eleventh century, Manchester University Press / Holmes and Meier, 1978
- The Papacy 1073–1198. Continuity and innovation, Cambridge UP 1990
- Henry IV of Germany, 1056–1106, Cambridge UP 1999
- mit Helga Robinson-Hammerstein: Bertholds und Bernolds Chroniken (Bertholdi et Bernoldi chronica), Ausgewählte Quellen zur deutschen Geschichte des Mittelalters, Band 14, Darmstadt 2002
- Herausgeber: Die Chroniken Bertholds von Reichenau und Bernolds von Konstanz 1054–1100, Hannover, Hahnsche Buchhandlung, MGH, Nova Series 14, 2003
- The Papal Reform of the Eleventh Century. Lives of Pope Leo IX and Pope Gregory VII, Manchester UP 2004
- Herausgeber: The Annals of Lampert of Hersfeld, Manchester University Press 2015
- Eleventh-Century Germany. The Swabian Chronicles, Manchester University Press 2008
- Church and papacy, c.750–c.1150 in: J. H. Burns (Hrsg.), The Cambridge History of Medieval Political Thought c. 350–c. 1450, Cambridge, 1988, S. 252–305
- The Institutions of the Church, 1073–1216, in: David Luscombe, Jonathan Riley-Smith (Hrsg.), The New Cambridge Medieval History Band 4, Teil 1, Cambridge University Press, 2004, S. 368–460
  - Außerdem in Band 4 die Kapitel Reform and the Church, 1073–1122 , The Papacy, 1122–1198